# Holendra, Pidhaiți
Holendra (în ucraineană Голендра) este un sat în comuna Stare Misto din raionul Pidhaiți, regiunea Ternopil, Ucraina.

## Demografie
Componența lingvistică a localității Holendra
     Ucraineană (100%)
Conform recensământului din 2001, toată populația localității Holendra era vorbitoare de ucraineană (100%).